# 二项堆
在计算机科学中，二项堆（英語：Binomial heap）是一种类似于二叉堆的堆结构。与二叉堆相比，其优势是可以快速合并两个堆，因此它属于可合并堆（mergeable heap）抽象数据类型的一种。

## 二项树
二项树递归定义如下：
- 度数为0的二项树只包含一个節点
- 度数为k的二项树有一个根節点，根節点下有{\displaystyle k}个子女，每个子女分别是度数分别为{\displaystyle k-1,k-2,...,2,1,0}的二项树的根

二项树（从左至右度数分别为0至3

度数为k的二项树共有{\displaystyle 2^{k}}个節点，高度为{\displaystyle k}。在深度d处有{\displaystyle {\tbinom {k}{d}}}（二项式系数）个節点。
度数为k的二项树可以很容易从两颗度数为k-1的二项树合并得到：把一颗度数为k-1的二项树作为另一颗原度数为k-1的二项树的最左子树。这一性质是二项堆用于堆合并的基础。

## 二项堆
二项堆是指满足以下性质的二项树的集合：
- 每棵二项树都满足最小堆性质，即節点关键字大于等于其父節点的值
- 不能有两棵或以上的二项树有相同度数（包括度数为0）。换句话说，具有度数k的二项树有0个或1个。

以上第一个性质保证了二项树的根節点包含了最小的关键字。第二个性质则说明節点数为{\displaystyle n}的二项堆最多只有 {\displaystyle \log {n}} 棵二项树。实际上，包含n个节点的二项堆的构成情况，由n的二进制表示唯一确定，其中每一位对应于一颗二项树。例如，13的二进制表示为1101, {\displaystyle 2^{3}+2^{2}+2^{0}}, 因此具有13个节点的二项堆由度数为3, 2, 0的三棵二项树组成：

## 二项堆的操作
由于并不需要对二项树的根節点进行随机存取，因而这些節点可以存成链表结构。

### 合并

合并分支度相同的二项树

合并两个二项堆示例，实际上把两棵分支度为1的二项树合并为一棵分支度为2的二项树。

最基本的为二个分支度相同的二项树的合并。由于二项树根節點包含最小的关键字，因此在二棵树合并时，只需比较二个根節點关键字的大小，其中含小关键字的節點成为结果树的根節點，另一棵树则变成结果树的子树。
```
function
 mergeTree(p, q)
    
if
 p.root <= q.root
        
return
 p.addSubTree(q)
    
else

        
return
 q.addSubTree(p)
```

两个二项堆的合并则可按如下步骤进行：分支度{\displaystyle j}从小取到大，在两个二项堆中如果其中只有一棵树的分支度为{\displaystyle j}，即将此树移动到结果堆，而如果只两棵树的分支度都为{\displaystyle j}，则根据以上方法合并为一个分支度为{\displaystyle j+1}的二项树。此后这个分支度为{\displaystyle j+1}的树将可能会和其他分支度为{\displaystyle j+1}的二项树进行合并。因此，对于任何分支度j，可能最多需要合并3棵二项树。
此操作的时间复杂度为{\displaystyle {O}(\log n)}。
```
function
 merge(p, q)
    
while
 
not
 (p.end() 
and
 q.end())
        tree = mergeTree(p.currentTree(), q.currentTree())
        
        
if
 
not
 heap.currentTree().empty()
            tree = mergeTree(tree, heap.currentTree())
        
        heap.addTree(tree)
        heap.next(); p.next(); q.next()
```

### 插入
创建一个只包含要插入元素的二项堆，再将此堆与原先的二项堆进行合并，即可得到插入后的堆。由于需要合并，插入操作需要{\displaystyle {O}(\log n)}的时间。平摊分析的时间复杂度为{\displaystyle {O}(1)}。

### 查找最小关键字所在節点
由于满足最小堆性质，只需查找二项树的的根節点即可，因为一共有{\displaystyle \log n}棵子树，所以用所时间为{\displaystyle {O}(\log n)}。
可以保存一个指向最小元素的指针，使得查找最小关键字所在節点需要{\displaystyle {O}(1)}的时间。在执行其他操作时，需要修改该指针。

### 删除最小关键字所在節点
先找到最小关键字所在節点，然后将它从其所在的二项树中删除，并获得其子树。将这些子树看作（合并为）一个独立的二项堆，再将此堆合并到原先的堆中即可。由于每棵树最多有{\displaystyle \log n}棵子树，创建新堆的时间为{\displaystyle {O}(\log n)}。同时合并堆的时间也为{\displaystyle {O}(\log n)}，故整个操作所需时间为{\displaystyle {O}(\log n)}。
```
function
 deleteMin(heap)
    min = heap.trees().first()
    
for each
 current 
in
 heap.trees()
        
if
 current.root < min 
then
 min = current
    
for each
 tree 
in
 min.subTrees()
        tmp.addTree(tree)
    heap.removeTree(min)
    merge(heap, tmp)
```

### 减小特定節點(關鍵字)的值(Decreasing a key)
在减小特定節點（關鍵字）的值后，可能会不满足最小堆積性质。此时，将其所在節点与父節点交换，如还不满足最小堆性质则再与祖父節点交换......直到最小堆性质得到满足。操作所需时间为{\displaystyle {O}(\log n)}。

### 删除
将需要删除的節点的关键字的值减小到负无穷大（比二项堆中的其他所有关键字的值都小即可），执行“减小关键字的值”算法，使其调整到当前二项树的根节点位置，再删除最小关键字的根節点即可。

## 运行时间
以下对于二项堆操作的运行时间都为{\displaystyle {O}(\log n)}（節點数为{\displaystyle n}）：
- 在二项堆中插入新節点
- 查找最小关键字所在節点
- 从二项堆中删除最小关键字所在節点
- 减小给定節点关键字的值
- 删除给定節点
- 合并两个二项堆